# Racotis illustrata
Racotis illustrata är en fjärilsart som beskrevs av W. Warren 1899. Racotis illustrata ingår i släktet Racotis och familjen mätare. Inga underarter finns listade.